# Serhiy Tyutlyn
Serhiy Oleksandrovytch Tyutlyn (en ukrainien : Сергій Олександрович Тютлін) est un joueur ukrainien de volley-ball né le 3 août 1989. Il mesure 2,04 m et joue attaquant. Il est équipe d'Ukraine.

## Clubs
| Club                 | De        | À         |
| -------------------- | --------- | --------- |
| VK Lokomotiv Kharkiv | 2007-2008 | 2012-2013 |
| Dinamo Moscou        | 2013-2014 | ...       |

## Palmarès
- Championnat d'Ukraine (5)
  - Vainqueur : 2009, 2010, 2011, 2012, 2013
  - Finaliste : 2008
- Coupe d'Ukraine (5)
  - Vainqueur : 2008, 2009, 2010, 2011, 2012